# Triclistus xylostellae
Triclistus xylostellae är en stekelart som beskrevs av Barron och Bisdee 1984. Triclistus xylostellae ingår i släktet Triclistus och familjen brokparasitsteklar. Inga underarter finns listade i Catalogue of Life.